# 舂坎灣

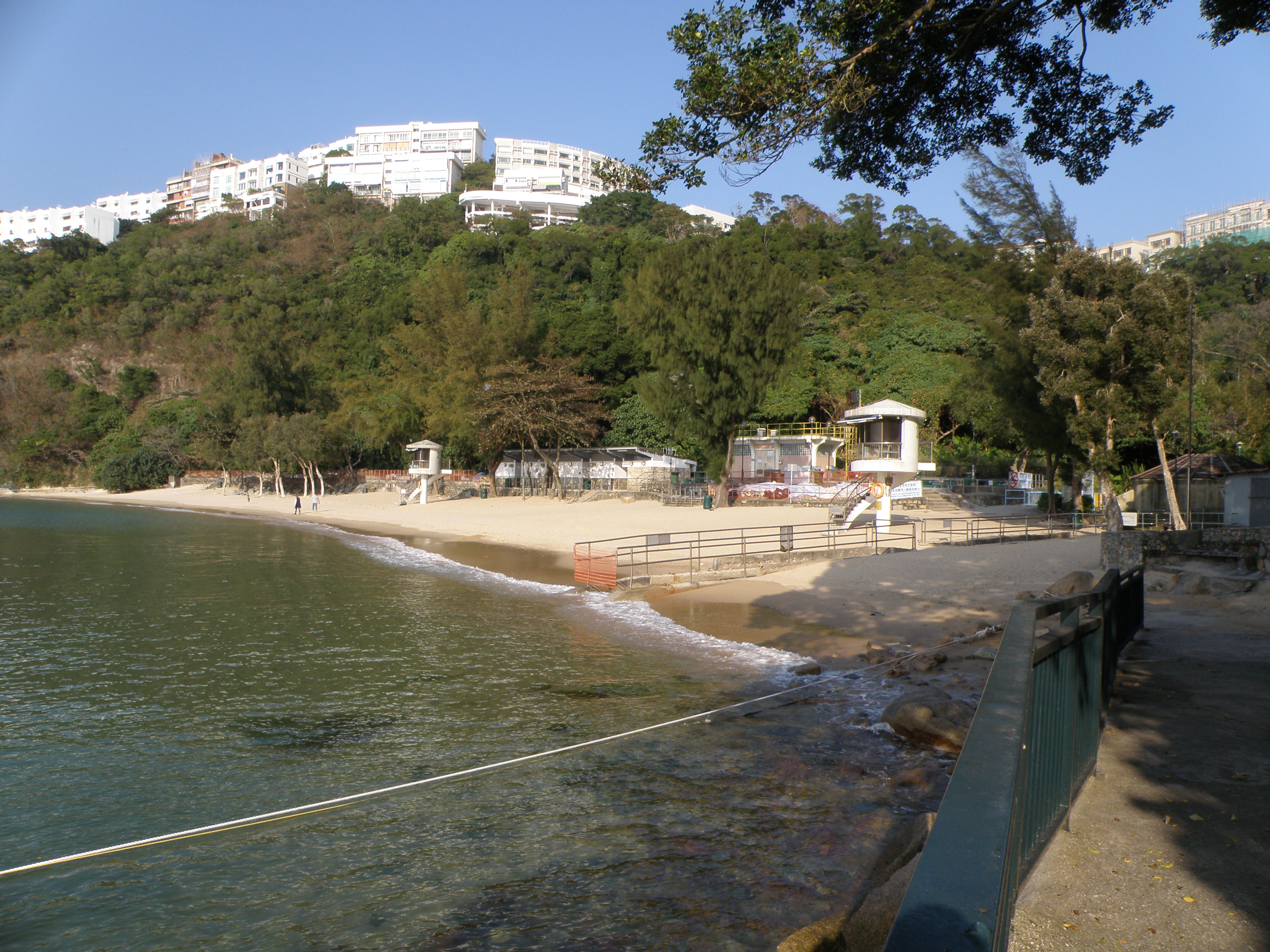
舂坎角泳灘

舂坎灣是香港的一個海灣，位於香港島南區南岸中部近舂坎角，南灣以南。灣內的舂坎灣泳灘現時是康樂及文化事務署轄下管理的泳灘之一，設有更衣室及淋浴設施，並有救生員值勤。